# Баньковщина
Баньковщина (бел. Банькаўшчына) — деревня в Мстиславском районе Могилёвской области Белоруссии. Входит в состав Копачевского сельсовета.

## География
Деревня находится в северо-восточной части Могилёвской области, в пределах Оршанско-Могилёвской равнины, вблизи государственной границы с Российской Федерацией, на левом берегу реки Чёрной, на расстоянии примерно 8 километров (по прямой) к северо-северо-западу (NNW) от Мстиславля, административного центра района. Абсолютная высота — 188 метров над уровнем моря.

## История
В 1766 году упоминается как деревня в составе фольварка Кисловичи во Мстиславском воеводстве. В конце XVIII века деревня входила в состав Мстиславского воеводства Великого княжества Литовского.
Согласно «Списку населенных мест Могилёвской губернии» 1910 года издания населённый пункт входил в состав Старосельской волости Мстиславского уезда. Имелось 25 дворов и проживал 161 человек (78 мужчин и 83 женщины).
До 2013 года Баньковщина входила в состав ныне упразднённого Лютненского сельсовета.

## Население
По данным переписи 2009 года, в деревне проживало 6 человек.